# Селезнёво (Орловская область)
Селезнёво — деревня в составе Хворостянского сельского поселения Новосильского района Орловской области России.

## География
Находится в северной части Новосильского района в 2 км от автодороги Новосиль — Чернь.

## Название
Ойконим получил название по фамилии Селезнёв (или Селезнев).

## История

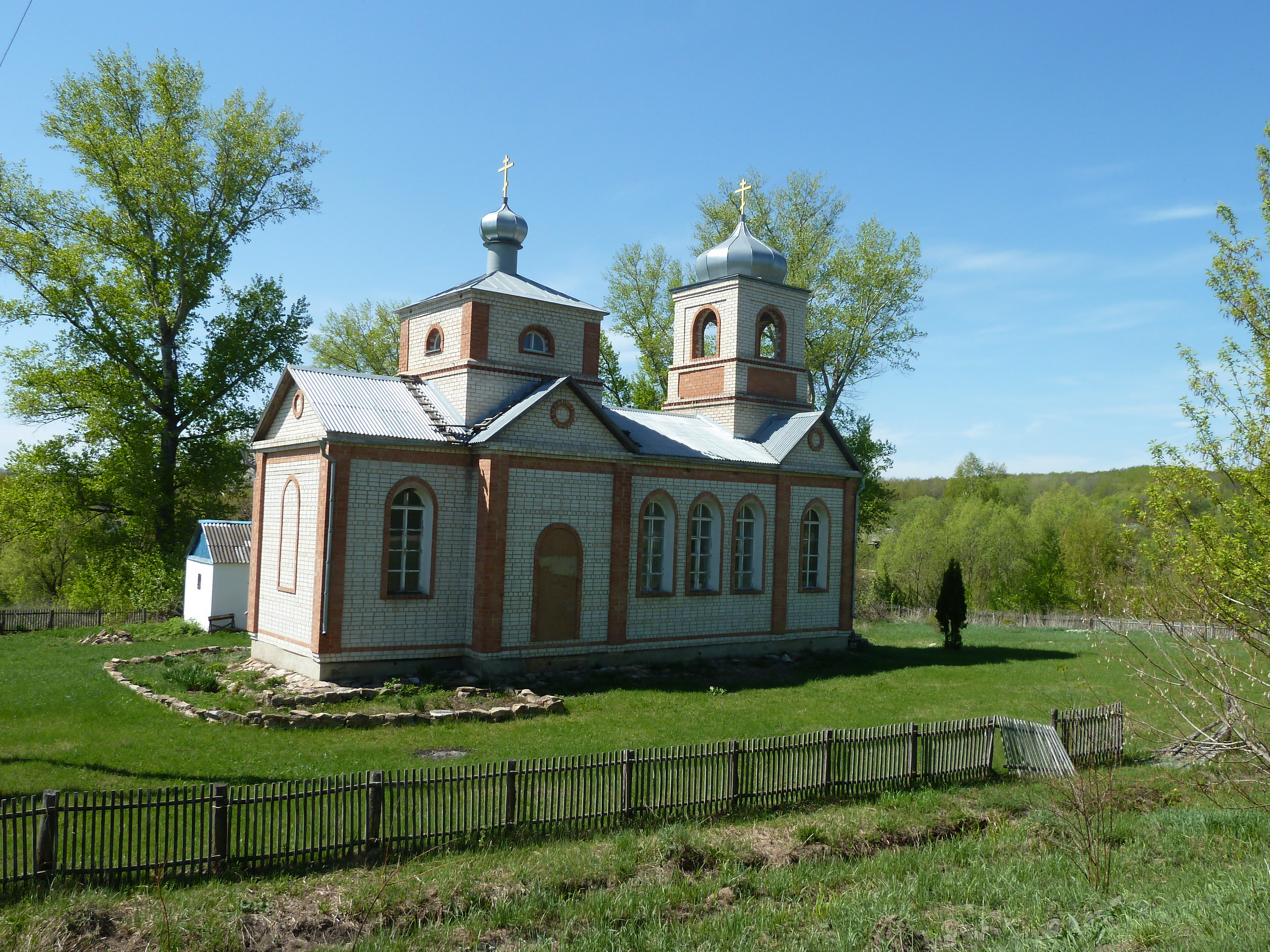
Козьмодемьянская церковь

Деревня упоминается в ДКНУ (Дозорной книге Новосильского уезда) за 1614—1615 гг., где написано «… в деревне, что был починок Селезнев, под Перестряжским лесом, на Страстном отвершку, …». В «Списках населённых мест …» упомянуто владельческое (помещичье) сельцо Селезнева при колодце и двух прудах, в котором имелось 49 крестьянских дворов. Деревня относилась к Косма - Дамиановскому приходу села Перестряж. В 1915 году в Селезнёво числилось 120 дворов. Имелась земская школа. В 2005 году на месте старой деревенской школы была построена кирпичная церковь во имя Космы и Дамиана в память о бывшей Перестряжской приходской церкви.

## Население
| 1857 | 1859 | 1915 | 2002 | 2010 |
| ---- | ---- | ---- | ---- | ---- |
| 380  | ↗421 | ↗838 | ↘304 | ↘260 |

## Примечание
1. 1 2  Всероссийская перепись населения 2010 года. 7. Численность населения городских округов, муниципальных районов, городских и сельских поселен
2. ↑  Дозорная книга города Новосиля и Новосильского уезда дозорщика Петра Есипова и подъячего Венедикта Махова. 7123 (1615) г. РГАДА. Фонд 1209, опись 1, кн. 315
3. ↑  Левшин В. Списки населённых мест Российской империи по сведениям 1859—1862 гг. Тульская губерния / под ред. Е. Огородникова. — СПб.: Центральный статистический комитет МВД, 1862.
4. ↑  Малицкий П.И. Приходы и церкви Тульской епархии (Издание Тульского епархиального братства св. Иоанна Предтечи. 1895 год)
5. ↑  Города и селения Тульской губернии в 1857 году. На основании приходских списков Тульской епархии — СПб.: Санкт-Петербургская академия наук, 1858.
6. ↑  Списки населённых мест Российской империи по сведениям 1859—1862 гг. Тульская губерния — СПб.: Центральный статистический комитет, 1862.
7. ↑  Справочник «Новый Кеппен». Приходы Тульской епархии (по данным клировых ведомостей, 1915—1916 гг.) — М.: Институт «Открытое общество», 2001.
8. ↑  Данные Всероссийской переписи населения 2002 года: таблица № 02c. Численность населения и преобладающая национальность по каждому сельскому населённому пункту. — М.: Росстат, 2004.